# Puchar Świata w Piłce Siatkowej Mężczyzn 1965
Puchar Świata w Piłce Siatkowej Mężczyzn 1965 odbył się w dniach 13 - 19 września 1965 w Polsce. Mecze odbyły się w Warszawie, Szczecinie, Mielcu i Łodzi.

## Uczestnicy
- Polska jako gospodarz pucharu świata.
- Japonia
- ZSRR
- Czechosłowacja
- NRD
- Rumunia
- Węgry
- Bułgaria
- Jugosławia
- Holandia
- Francja

## Terminarz i wyniki

### Runda wstępna

#### Grupa A
Wyniki
 Warszawa
| Data  | Drużyna 1 | Wynik | Drużyna 2 | 1     | 2     | 3     | 4     | 5    | * |
| ----- | --------- | ----- | --------- | ----- | ----- | ----- | ----- | ---- | - |
| 13.09 | Węgry     | 3:1   | Francja   | 15:13 | 16:14 | 12:15 | 15:10 |      |   |
| 13.09 | ZSRR      | 3:2   | Polska    | 8:15  | 15:6  | 15:13 | 5:15  | 15:7 |   |
| 14.09 | Polska    | 3:0   | Francja   | 15:3  | 15:6  | 15:9  |       |      |   |
| 14.09 | ZSRR      | 3:0   | Węgry     | 15:5  | 15:7  | 15:8  |       |      |   |
| 15.09 | ZSRR      | 3:1   | Francja   | 15:9  | 15:9  | 13:15 | 15:6  |      |   |
| 15.09 | Polska    | 3:0   | Węgry     | 15:6  | 15:7  | 15:10 |       |      |   |

Tabela
| Lp. | Drużyna | Pkt | Mecze | Mecze | Mecze | Sety | Sety | Sety  | Małe punkty | Małe punkty | Małe punkty |
| Lp. | Drużyna | Pkt | M     | W     | P     | wyg. | prz. | ratio | zdob.       | str.        | ratio       |
| --- | ------- | --- | ----- | ----- | ----- | ---- | ---- | ----- | ----------- | ----------- | ----------- |
| 1   | ZSRR    | 6   | 3     | 3     | 0     | 9    | 3    | 3.000 | 161         | 118         | 1.364       |
| 2   | Polska  | 5   | 3     | 2     | 1     | 8    | 3    | 2.667 | 146         | 98          | 1.490       |
| 3   | Węgry   | 4   | 3     | 1     | 2     | 3    | 7    | 0.429 | 104         | 142         | 0.732       |
| 4   | Francja | 3   | 3     | 0     | 3     | 2    | 9    | 0.222 | 108         | 161         | 0.671       |

#### Grupa B
Wyniki
 Szczecin
| Data  | Drużyna 1      | Wynik | Drużyna 2      | 1     | 2     | 3     | 4     | 5    | * |
| ----- | -------------- | ----- | -------------- | ----- | ----- | ----- | ----- | ---- | - |
| 13.09 | NRD            | 3:0   | Holandia       | 15:10 | 15:9  | 15:3  |       |      |   |
| 13.09 | Jugosławia     | 3:1   | Czechosłowacja | 8:15  | 15:12 | 15:13 | 15:7  |      |   |
| 14.09 | NRD            | 3:1   | Jugosławia     | 12:15 | 15:11 | 15:7  | 15:13 |      |   |
| 14.09 | Czechosłowacja | 3:1   | Holandia       | 15:13 | 11:15 | 15:3  | 15:4  |      |   |
| 15.09 | Czechosłowacja | 3:1   | NRD            | 15:10 | 15:13 | 12:15 | 15:9  |      |   |
| 15.09 | Jugosławia     | 3:2   | Holandia       | 13:15 | 16:14 | 1:15  | 16:14 | 15:7 |   |

Tabela
| Lp. | Drużyna        | Pkt | Mecze | Mecze | Mecze | Sety | Sety | Sety  | Małe punkty | Małe punkty | Małe punkty |
| Lp. | Drużyna        | Pkt | M     | W     | P     | wyg. | prz. | ratio | zdob.       | str.        | ratio       |
| --- | -------------- | --- | ----- | ----- | ----- | ---- | ---- | ----- | ----------- | ----------- | ----------- |
| 1   | NRD            | 5   | 3     | 2     | 1     | 7    | 4    | 1.750 | 139         | 125         | 1.112       |
| 2   | Czechosłowacja | 5   | 3     | 2     | 1     | 7    | 5    | 1.400 | 160         | 125         | 1.280       |
| 3   | Jugosławia     | 5   | 3     | 2     | 1     | 7    | 6    | 1.167 | 160         | 169         | 0.947       |
| 4   | Holandia       | 3   | 3     | 0     | 3     | 3    | 9    | 0.333 | 122         | 162         | 0.753       |

#### Grupa C
Wyniki
 Mielec
| Data  | Drużyna 1 | Wynik | Drużyna 2 | 1     | 2     | 3     | 4     | 5     | * |
| ----- | --------- | ----- | --------- | ----- | ----- | ----- | ----- | ----- | - |
| 13.09 | Rumunia   | 3:1   | Bułgaria  | 15:12 | 14:16 | 16:14 | 15:12 |       |   |
| 14.09 | Japonia   | 3:2   | Bułgaria  | 15:11 | 16:18 | 6:15  | 16:14 | 15:12 |   |
| 15.09 | Rumunia   | 3:1   | Japonia   | 15:4  | 15:7  | 12:15 | 15:4  |       |   |

Tabela
| Lp. | Drużyna  | Pkt | Mecze | Mecze | Mecze | Sety | Sety | Sety  | Małe punkty | Małe punkty | Małe punkty |
| Lp. | Drużyna  | Pkt | M     | W     | P     | wyg. | prz. | ratio | zdob.       | str.        | ratio       |
| --- | -------- | --- | ----- | ----- | ----- | ---- | ---- | ----- | ----------- | ----------- | ----------- |
| 1   | Rumunia  | 4   | 2     | 2     | 0     | 6    | 2    | 3.000 | 117         | 84          | 1.393       |
| 2   | Japonia  | 3   | 2     | 1     | 1     | 4    | 5    | 0.800 | 98          | 127         | 0.772       |
| 3   | Bułgaria | 2   | 2     | 0     | 2     | 3    | 6    | 0.500 | 124         | 128         | 0.969       |

### Runda finałowa

#### O miejsca 7-11
Wyniki
 Kielce
| Data  | Drużyna 1  | Wynik | Drużyna 2  | 1     | 2     | 3     | 4     | 5    | * |
| ----- | ---------- | ----- | ---------- | ----- | ----- | ----- | ----- | ---- | - |
| 16.09 | Jugosławia | 3:1   | Francja    | 13:15 | 15:7  | 15:5  | 15:7  |      |   |
| 16.09 | Węgry      | 3:2   | Bułgaria   | 4:15  | 15:7  | 11:15 | 15:6  | 15:9 |   |
| 17.09 | Holandia   | 3:1   | Francja    | 15:9  | 9:15  | 15:6  | 15:13 |      |   |
| 17.09 | Jugosławia | 3:0   | Bułgaria   | 15:7  | 15:7  | 15:8  |       |      |   |
| 18.09 | Węgry      | 3:1   | Jugosławia | 7:15  | 15:13 | 15:3  | 15:4  |      |   |
| 18.09 | Bułgaria   | 3:1   | Holandia   | 7:15  | 15:5  | 15:2  | 16:14 |      |   |
| 19.09 | Węgry      | 3:1   | Holandia   | 15:9  | 11:15 | 15:9  | 15:11 |      |   |
| 19.09 | Bułgaria   | 3:0   | Francja    | 15:7  | 15:10 | 15:6  |       |      |   |

Tabela
| Lp. | Drużyna    | Pkt | Mecze | Mecze | Mecze | Sety | Sety | Sety  | Małe punkty | Małe punkty | Małe punkty |
| Lp. | Drużyna    | Pkt | M     | W     | P     | wyg. | prz. | ratio | zdob.       | str.        | ratio       |
| --- | ---------- | --- | ----- | ----- | ----- | ---- | ---- | ----- | ----------- | ----------- | ----------- |
| 1   | Węgry      | 8   | 4     | 4     | 0     | 12   | 3    | 4.000 | 230         | 184         | 1.250       |
| 2   | Jugosławia | 7   | 4     | 3     | 1     | 9    | 6    | 1.500 | 200         | 177         | 1.130       |
| 3   | Bułgaria   | 6   | 4     | 2     | 2     | 8    | 6    | 1.333 | 171         | 163         | 1.049       |
| 4   | Holandia   | 5   | 4     | 1     | 3     | 5    | 10   | 0.500 | 198         | 212         | 0.934       |
| 5   | Francja    | 4   | 4     | 0     | 4     | 3    | 12   | 0.250 | 152         | 215         | 0.707       |

#### O miejsca 1-6
Wyniki
 Łódź
| Data  | Drużyna 1      | Wynik | Drużyna 2      | 1     | 2     | 3     | 4     | 5     | * |
| ----- | -------------- | ----- | -------------- | ----- | ----- | ----- | ----- | ----- | - |
| 16.09 | NRD            | 3:0   | Rumunia        | 15:8  | 15:10 | 15:4  |       |       |   |
| 16.09 | ZSRR           | 3:2   | Czechosłowacja | 16:18 | 15:6  | 15:17 | 15:11 | 15:5  |   |
| 16.09 | Polska         | 3:2   | Japonia        | 15:8  | 15:9  | 6:15  | 8:15  | 15:4  |   |
| 17.09 | Polska         | 3:1   | NRD            | 15:9  | 15:7  | 11:15 | 15:2  |       |   |
| 17.09 | Czechosłowacja | 3:1   | Rumunia        | 15:11 | 15:8  | 10:15 | 15:9  |       |   |
| 17.09 | Japonia        | 3:2   | ZSRR           | 15:12 | 7:15  | 15:11 | 2:15  | 15:12 |   |
| 18.09 | Polska         | 3:2   | Czechosłowacja | 3:15  | 15:10 | 7:15  | 15:11 | 15:9  |   |
| 18.09 | Japonia        | 3:2   | NRD            | 15:11 | 15:9  | 3:15  | 6:15  | 15:9  |   |
| 18.09 | ZSRR           | 3:0   | Rumunia        | 15:7  | 15:12 | 15:9  |       |       |   |
| 19.09 | ZSRR           | 3:0   | NRD            | 15:3  | 15:6  | 15:10 |       |       |   |
| 19.09 | Czechosłowacja | 3:1   | Japonia        | 10:15 | 16:14 | 15:4  | 15:9  |       |   |
| 19.09 | Polska         | 3:1   | Rumunia        | 15:6  | 8:15  | 15:8  | 15:9  |       |   |

Tabela
| Lp. | Drużyna        | Pkt | Mecze | Mecze | Mecze | Sety | Sety | Sety  | Małe punkty | Małe punkty | Małe punkty |
| Lp. | Drużyna        | Pkt | M     | W     | P     | wyg. | prz. | ratio | zdob.       | str.        | ratio       |
| --- | -------------- | --- | ----- | ----- | ----- | ---- | ---- | ----- | ----------- | ----------- | ----------- |
| 1   | ZSRR           | 9   | 5     | 4     | 1     | 14   | 7    | 2.000 | 289         | 214         | 1.350       |
| 2   | Polska         | 9   | 5     | 4     | 1     | 14   | 8    | 1.750 | 278         | 250         | 1.112       |
| 3   | Czechosłowacja | 8   | 5     | 3     | 2     | 13   | 8    | 1.625 | 286         | 243         | 1.177       |
| 4   | Japonia        | 7   | 5     | 2     | 3     | 9    | 12   | 0.750 | 231         | 296         | 0.780       |
| 5   | NRD            | 6   | 5     | 1     | 4     | 6    | 12   | 0.500 | 203         | 233         | 0.871       |
| 6   | Rumunia        | 6   | 5     | 1     | 4     | 4    | 13   | 0.308 | 178         | 229         | 0.777       |

## Klasyfikacja końcowa
| Lp.    | Drużyna        |
| ------ | -------------- |
| złoto  | ZSRR           |
| srebro | Polska         |
| brąz   | Czechosłowacja |
| 4.     | Japonia        |
| 5.     | NRD            |
| 6.     | Rumunia        |
| 7.     | Węgry          |
| 8.     | Jugosławia     |
| 9.     | Bułgaria       |
| 10.    | Holandia       |
| 11.    | Francja        |